# Welcome to the Pleasuredome (singel)
Welcome to the Pleasuredome – singel zespołu Frankie Goes to Hollywood z 1985 roku.

## Ogólne informacje
Był to czwarty i ostatni singel zespołu z debiutanckiej płyty. Okazał się dużym sukcesem, docierając do pierwszej piątki na brytyjskiej liście przebojów.
Utwór w wersji albumowej jest kilkunastominutową suitą, lecz na potrzeby singla i teledysku został zedytowany.
W 1993 i 2000 roku singel został wydany ponownie, wraz z dodatkowymi remiksami.